# ستيفن سينغلتون
ستيفن سينغلتون (بالإنجليزية: Stephen Smith-Singleton)‏ هو لاعب كرة قدم بريطاني (وحمل سابقاً جنسية المملكة المتحدة لبريطانيا العظمى وأيرلندا) في مركز الدفاع، ولد في 1866 في إنجلترا في المملكة المتحدة، وتوفي في 1915. لعب مع أكرينغتون.